# John Fraser (actor)
John Fraser (Glasgow, 18 de març de 1931 - Londres, 7 de novembre de 2020) va ser un actor escocès.

## Biografia
John Fraser comença la seva carrera l'any 1952, a la sèrie de televisió Kidnapping i obté el seu primer gran paper l'any següent a The Good Beginning a continuació se'l veurà a Titanic (1953) The Dam Busters (1955), Tunes of Glory (1960), Fury at Smugglers' Bay (1961) o Schizo (1976). Fraser ha actuat també a diverses sèries de televisió com Columbo (1972), Doctor Who (1981) o The Knock, i va posar fi a la seva carrera l'any 1996.
John Fraser va publicar les seves memòries l'any 2004, on explica la seva vida d'homosexual i les seves amistats amb alguns actors.

## Filmografia
- 1952: Kidnapping (sèrie de televisió) 6 episodis : David Balfour
- 1953: Titanic: L'intendent
- 1953: Valley of Song: Cliff Lloyd
- 1953: The Good Beginning: Johnny Lipson
- 1954: L'Amante di Paride: Drago
- 1955: The Dam Busters: Tinent J.V. Hopgood
- 1955: Touch and Go: Richard Kenyon
- 1958: The Wind cannot read: Oficial Peter Munroe
- 1960: The Trials of Oscar Wilde : Lord Alfred Douglas
- 1960: Tunes of Glory: Caporal Piper Ian Fraser
- 1961: Fury at Smugglers' Bay: Christopher Trevenyan
- 1961: El Cid: Rei Alfons
- 1962: El millor amant del món: Tinent Robert Finch
- 1963: Tamahine: Richard Poole
- 1965: Operació Crossbow: Tinent Kenny
- 1965: Repulsió: Colin
- 1965: Terror a Whitechapel: Lord Carfax
- 1966: Doctor in Clover: Dr. Miles Grimsdyke
- 1968: Isadora: Roger
- 1972: Columbo (sèrie de televisió) : Detectiu O'Keefe
- 1976: Schizo: Leonard Hawthorne
- 1981: Doctor Who (sèrie de televisió): El monitor
- 1996: The Knock (sèrie televisió: Newman / El Jutge